# Kanton Lisieux
Lisieux is een kanton van het Franse departement Calvados. Het kanton maakt deel uit van het arrondissement Lisieux.
In 2018 telde het kanton 26.357 inwoners.
Het kanton werd gevormd ingevolge het decreet van 17 februari 2014 met inwerkingtreding op 22 maart 2015.

## Gemeenten
Het kanton Lisieux omvat 10 gemeenten:
- Beuvillers
- Cordebugle
- Courtonne-la-Meurdrac
- Courtonne-les-Deux-Églises
- Glos
- L'Hôtellerie
- Lisieux
- Marolles
- Le Mesnil-Guillaume
- Saint-Martin-de-la-Lieue